# H.H. Anna en Mariakathedraal
De H.H. Anna en Mariakathedraal is de kathedraal van het oudkatholieke bisdom Haarlem aan de Kinderhuissingel 78, in het Garenkokerskwartier. Het gebouw is vanwege het Künckelorgel aangewezen als rijksmonument, de gemeente Haarlem heeft het pand de status van gemeentelijk monument gegeven.

## Geschiedenis
Het gebouw is van de hand van H.T. Zwiers. De bouw begon in 1936 en werd in 1938 afgerond. Toen verving zij de zolderkerk die nog in de achttiende eeuw in gebruik werd genomen als schuilkerk. Deze schuilkerk bevond zich op een zolderverdieping. Ter herinnering daaraan, en vanwege het beperkte oppervlak van de bouwkavel, heeft Zwiers de kerk zodanig ontworpen dat de kerkruimte zich nu op de eerste verdieping bevindt.
Rondom de kerk zijn ook meerdere woningen geplaatst, waaronder de pastorie en een kosterswoning. Deze woningen maken allemaal deel uit van het complex en zijn daarom ook aangewezen als gemeentelijke monumenten.

## Exterieur
Het complex (gebouwen, hekwerk en de lantaarn) is door Zwiers ontworpen in de stijl van de Delftse School. Het kerkgebouw is hoger dan de omringende woningen. Door de geringe omvang van de kerk is deze niet opvallend, maar door de hoogte is deze tussen de omringende woningen wel zichtbaar.
Aan de gevel aan de zijde van de Kinderhuissingel is een gevelsculptuur in de vorm van een engel aangebracht. Het stelt de Verbondsengel voor en is door Albert Termote gemaakt. Aan de achterzijde van de kerk is een zonnewijzer geplaatst. Onder de zonnewijzer staat de tekst: Orimur Morimur. Frans Balendong heeft in 1958 een mozaïek genaamd "De Goede Herder" aangebracht. Een aantal glas-in-loodramen zijn van de hand van Willem Bogtman (1938) en K. Draaisma (1960-1961).
De kerk heeft geen officiële toren, maar het priesterkoor is hoger dan de kerkzaal en dit koor is voorzien van een zadeldak met daarop een kruis.

## Interieur
In het kerkgebouw bevinden zich meerdere ruimte, waaronder: een vergaderzaal, leslokaal en de kerkzaal. Het metselwerk in de ruimtes is bloot gelaten. In de kerkzaal bevinden zich nog een aantal voorwerpen uit de schuilkerk, waaronder de preekstoel, communiebank, de pelikaan op de lezenaar en de heiligenbeelden. In de zaal is de houten kap, net als het metselwerk, zichtbaar gelaten. De twaalf velden in de kap zijn versierd met de twaalf tekens van de dierenriem. De tekens zijn gemaakt door de kinderen van de parochie.

### Orgel
Het monumentale kabinetorgel is van de hand van de Rotterdamse orgelbouwer Johannes Petrus Künckel. Vanwege dit orgel is dit pand een rijksmonument. Het is vermoedelijk rond 1785 gebouwd. Het orgel bevat twee klavieren en dit tweede is mogelijk pas tijdens de bouw toegevoegd. Dit vermoeden is ontstaan doordat een klavier wel is voorzien van schildpadbeleg en het ander niet. In 1948 werd een pedaalklavier aan het instrument toegevoegd. Het orgel werd in 1973 in de huidige kerk geplaatst, ter vervanging van een Witte-orgel dat 20 jaar eerder was aangekocht van de Maranathakapel in Beverwijk.
In 1976 heeft Daniël Chorzempa alle orgelconcerten van Händel op dit instrument gespeeld en opgenomen. Het jaar er op werd het in 1948 toegevoegde pedaalklavier weer verwijderd. Wel werd er een Cornet II sterk aan het ondermanuaal toegevoegd. In 2007 werd een grote restauratie uitgevoerd. Er werden verschillende onderdelen en versieringen hersteld en ontbrekende pijpen bijgemaakt. De frontpijpen werden van nieuw tinfolie voorzien.